# وي سونغ
وي سونغ (بالصينية: 魏松) هو مغني أوبرا صيني، ولد في نوفمبر 1954.